# Comté d'Elgin

Comté d'Elgin.

Le comté d'Elgin est un comté et une division de recensement de l'Ontario.
Son siège administratif est St. Thomas.